# 韋爾法諾 (新墨西哥州)
韋爾法諾（英語：Huerfano）是位於美國新墨西哥州聖胡安縣的普查規定居民點。

## 人口
根據2020年美國人口普查的數據，韋爾法諾的面積為69.41平方千米，皆為陸地。當地共有人口104人，而人口密度為每平方千米1.5人。